# Liste der Stolpersteine in Straßburg

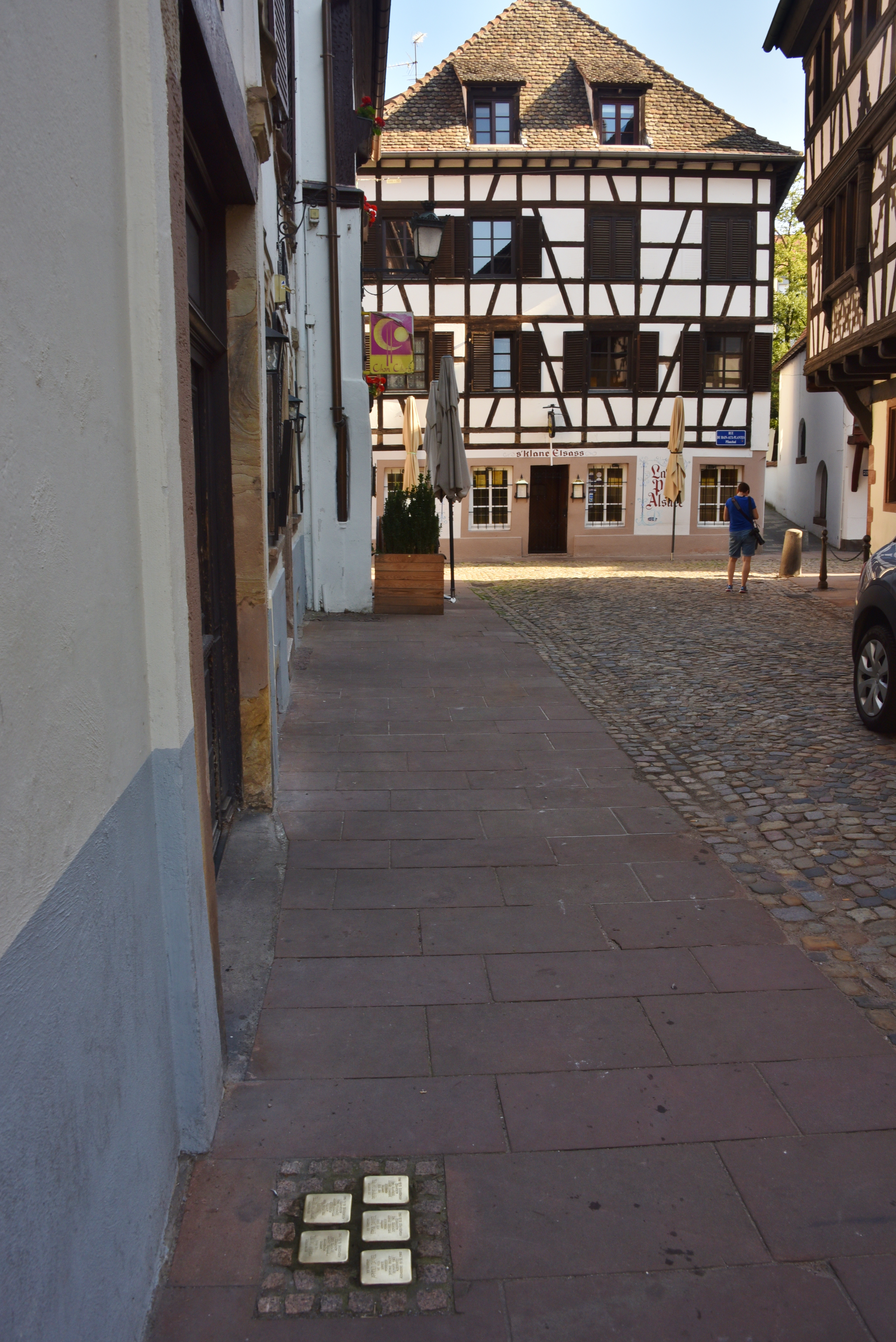
Stolpersteine in der Rue des Moulins

Die Liste der Stolpersteine in Straßburg enthält Stolpersteine in Straßburg, Hauptort des französischen Département Bas-Rhin. Sie erinnern an das Schicksal der Menschen, die von den Nationalsozialisten ermordet, deportiert, vertrieben oder in den Suizid getrieben wurden. Die Stolpersteine werden von Gunter Demnig verlegt. Sie liegen im Regelfall vor dem letzten selbst gewählten Wohnsitz des Opfers
Die erste Verlegung in Straßburg erfolgte am 1. Mai 2019.

## Liste der Stolpersteine
In Straßburg wurden 92 Stolpersteine an 42 Adressen verlegt.
| Stolperstein | Übersetzung | Verlegeort                          | Name, Leben |
| ------------ | --- | ----------------------------------- | --- |
|              | HIER WOHNTE CHARLES ABRAHAM GEB. 1885 VERHAFTET LYON INTERNIERT IN DRANCY DEPORTIERT 1944 AUSCHWITZ ERMORDET 15.2.1944                                                | 15, rue Strauss Durkheim            | Charles Abraham (1885–1944) |
|              | HIER WOHNTE THEODORE ACKERMANN GEB. 1893 INTERNIERT IN DRANCY DEPORTIERT 1944 AUSCHWITZ ERMORDET 1.4.1944                                                             | 5, rue Strauss Durkheim             | Théodore Ackermann (1893–1944) |
|              | HIER WOHNTE MARCEL ALEXANDRE GEB. 1893 INTERNIERT IN DRANCY DEPORTIERT 1944 AUSCHWITZ ERMORDET 4.8.1944                                                               | 17, boulevard Tauler                | Marcel Alexandre (1893–1944) |
|              | HIER WOHNTE ALPHONSE ASCH GEB. 1889 VERHAFTET 19.2.1943 SAINT-MALO INTERNIERT IN DRANCY DEPORTIERT 1943 SOBIBOR ERMORDET 25.11.1944 MAJDANEK                          | 5, allée de la Robertsau            | Alphonse Asch (1889–1944) |
|              | HIER WOHNTE MARTHE ASCH GEB. MOSBACHER, 1892 VERHAFTET 19.2.1943 SAINT-MALO INTERNIERT IN DRANCY DEPORTIERT 1943 SOBIBOR ERMORDET 25.2.1944 MAJDANEK                  | 5, allée de la Robertsau            | Marthe Asch (1892–1944) |
|              | HIER WOHNTE GASTON BERNHEIM GEBOREN 1926 INTERNIERT IN DRANCY DEPORTIERT 1944 AUSCHWITZ ERMORDET 8.2.1944                                                             | 36, rue Bautain                     | Gaston Bernheim (1926–1944) |
|              | HIER WOHNTE JACQUES BERNHEIM GEBOREN 1885 INTERNIERT NIZZA, DRANCY DEPORTIERT 1944 AUSCHWITZ ERMORDET 8.2.1944                                                        | 36, rue Bautain                     | Jacques Bernheim (1885–1944) |
|              | HIER WOHNTE NICOLE BERNHEIM GEBOREN 1926 INTERNIERT IN DRANCY DEPORTIERT 1944 AUSCHWITZ BEFREIT                                                                       | 36 rue Bautain                      | Nicole Bernheim (1926–) |
|              | HIER WOHNTE SUZANNE BERNHEIM GEB. LEVY 1906 INTERNIERT IN DRANCY DEPORTIERT 1944 AUSCHWITZ ERMORDET 8.2.1944                                                          | 36, rue Bautain                     | Suzanne Bernheim, geborene Levy (1906–1944) |
|              | HIER WOHNTE ANDREE BLOCH GEB. LEVY 1897 FLUCHT BORDEAUX, MOISSAC VERHAFTET 1943 DEPORTIERT AUSCHWITZ ERMORDET 7.9.1943                                                | 14, rue Herder                      | Andrée Bloch, geborene Levy (1897–1943) |
|              | HIER WOHNTE DAVID BLOCH GEB. 1888 INTERNIERT IN DRANCY DEPORTIERT 1943 AUSCHWITZ ERMORDET 25.11.1943                                                                  | 26, avenue de la Marseillaise       | David Bloch (1888–1943) |
|              | HIER WOHNTE GEORGES BLOCH GEB. 1922 FLUCHT BORDEAUX, PARIS VERHAFTET 16.7.1942 SOULAIRE ET BOURG DEPORTIERT AUSCHWITZ ERMORDET 25.7.1942                              | 14, rue Herder                      | Georges Bloch (1922–1942) |
|              | HIER WOHNTE JACQUES BLOCH GEB. 1926 INTERNIERT IN DRANCY DEPORTIERT 1943 AUSCHWITZ ERMORDET 25.11.1943                                                                | 26, avenue de la Marseillaise       | Jacques Bloch (1926–1943) |
|              | HIER WOHNTE JEANNE BLOCH GEB. LEVY GEB. 1868 INTERNIERT IN DRANCY DEPORTIERT 1944 AUSCHWITZ ERMORDET 1.5.1944                                                         | 17, boulevard Tauler                | Jeanne Bloch, geborene Levy (1868–1944) |
|              | HIER WOHNTE LILIANE BLOCH GEB. 1929 INTERNIERT IN DRANCY DEPORTIERT 1943 AUSCHWITZ ERMORDET 25.11.1943                                                                | 26, avenue de la Marseillaise       | Liliane Bloch (1929–1943) |
|              | HIER WOHNTE MYRTIL BLOCH GEB. 1883 FLUCHT BORDEAUX, MOISSAC VERHAFTET 1943 DEPORTIERT AUSCHWITZ ERMORDET 7.9.1943                                                     | 14, rue Herder                      | Myrtil Bloch (1883–1943) |
|              | HIER WOHNTE SIMONE BLOCH GEB. SCHEUER, 1900 INTERNIERT IN DRANCY DEPORTIERT 1943 AUSCHWITZ ERMORDET 25.11.1943                                                        | 26, avenue de la Marseillaise       | Simone Bloch, geborene Scheuer (1900–1943) |
|              | HIER WOHNTE MARC BLUM GEBOREN 1921 INTERNIERT IN MONTLUC DEPORTIERT 1944 AUSCHWITZ ERMORDET OKT. 1944                                                                 | 11 rue Herder                       | Marc Blum (1921–1944) |
|              | HIER WOHNTE LUCIE BRUNSCHWIG GEB. MEYER, 1892 INTERNIERT IN DRANCY DEPORTIERT 1944 AUSCHWITZ ERMORDET 20.5.1944                                                       | 19, boulevard Clémenceau            | Lucie Brunschwig, geborene Meyer (1900–1944) |
|              | HIER WOHNTE DER RABBINER ROBERT EMMANUEL BRUNSCHWIG GEB. 1888 INTERNIERT IN DRANCY DEPORTIERT 1944 AUSCHWITZ ERMORDET 20.5.1944                                       | 19, boulevard Clémenceau            | Lucie Brunschwig (1888–1944) |
|              | HIER WOHNTE ALEXANDRE BUCHINGER GEB. 1900 VERHAFTET LIMOGES INTERNIERT IN DRANCY DEPORTIERT 1944 AUSCHWITZ MAUTHAUSEN ERMORDET 17.2.1945                              | 9, rue des Mineurs                  | Alexandre Buchinger (1900–1945) |
|              | HIER WOHNTE HILER CHECINSKI GEB. 1905 VERHAFTET LE CHATRE INTERNIERT IN DRANCY DEPORTIERT 1943 MAJDANEK ERMORDET MÄRZ 1943                                            | 52, rue du Faubourg National        | Hiler Checinski |
|              | HIER WOHNTE LEO COHN GEB. 1913 VERHAFTET 17.5.1944 SAINT CYPRIEN INTERNIERT IN DRANCY DEPORTIERT AUSCHWITZ ERMORDET 28.12.1944 ECHTERDINGEN                           | 2, place de Zurich                  | Leo Cohn (1913–1944) |
|              | HIER WOHNTE CELAD GEDALIA CYTRYNOWICZ GEB. 1900 VERHAFTET 23.2.1943 INTERNIERT GURS, DRANCY DEPORTIERT MAJDANEK ERMORDET 11.3.1943                                    | 17, rue du Marais Kageneck          | Celad Gedalia Cytrynowicz (1900–1943) |
|              | HIER WOHNTE MAURICE CYTRYNOWICZ GEB. 1923 INTERNIERT IN DRANCY DEPORTIERT 1943 MAJDANEK ERMORDET 11.3.1943                                                            | 17, rue du Marais Kageneck          | Maurice Cytrynowicz (1923–1943) |
|              | HIER WOHNTE ARNOLD DANIEL GEB. 1929 VERHAFTET PERIGUEUX INTERNIERT IN DRANCY DEPORTIERT 1943 AUSCHWITZ ERMORDET 12.12.1943                                            | 4, rue des Moulins                  | Arnold Daniel (1892–1943) |
|              | HIER WOHNTE CHAIM DANIEL GEB. 1896 VERHAFTET PERIGUEUX INTERNIERT IN DRANCY DEPORTIERT 1943 AUSCHWITZ ERMORDET 12.12.1943                                             | 4, rue des Moulins                  | Chaïm Daniel (1896–1943) |
|              | HIER WOHNTE ERNA DANIEL GEB. 1930 VERHAFTET PERIGUEUX INTERNIERT IN DRANCY DEPORTIERT 1943 AUSCHWITZ ERMORDET 12.12.1943                                              | 4, rue des Moulins                  | Erna Daniel (1930–1943) |
|              | HIER WOHNTE PERLE PAULETTE DANIEL GEB. KAWA, 1892 VERHAFTET PERIGUEUX INTERNIERT IN DRANCY DEPORTIERT 1943 AUSCHWITZ ERMORDET 12.12.1943                              | 4, rue des Moulins                  | Perle Paulette Daniel, geborene Kawa (1892–1943) |
|              | HIER WOHNTE REGINE DANIEL GEB. 1936 VERHAFTET PERIGUEUX INTERNIERT IN DRANCY DEPORTIERT 1943 AUSCHWITZ ERMORDET 12.12.1943                                            | 4, rue des Moulins                  | Régine Daniel (1936–1943) |
|              | HIER WOHNTE LUCIEN DREYFUS GEB. 1882 FLUCHT NIZZA VERHAFTET 1943 DEPORTIERT AUSCHWITZ ERMORDET 25.11.1943                                                             | 33, avenue des Vosges               | Lucien Dreyfus (1882–1943) |
|              | HIER WOHNTE MARTHE DREYFUS GEB. WEIL, 1883 FLUCHT NIZZA VERHAFTET 1943 DEPORTIERT AUSCHWITZ ERMORDET 25.11.1943                                                       | 33, avenue des Vosges               | Marthe Dreyfus, geborene Weil (1883–1943) |
|              | HIER WOHNTE EUGENE EGGERMANN GEBOREN 1912 VERHAFTET 31.3.1942 VERURTEILT § 175 INTERNIERT MULHOUSE, SCHIRMECK ÜBERLEBT                                                | 19, rue des Grandes Arcades         | Eugène Eggermann (1912–2003) |
|              | HIER WOHNTE OSCAR EHRLICH GEB. 1921 INTERNIERT IN PERIGUEUX NEXON, DRANCY DEPORTIERT 1943 SOBIBOR ERMORDET 11.3.1943                                                  | 8, rue Marbach                      | Oscar Ehrlich (1921–1943) |
|              | HIER WOHNTE MARGUERITE GÜNZBURGER GEB. MARX, 1917 VERHAFTET 24.7.1943 INTERNIERT MONTLUC, DRANCY DEPORTIERT 1943 AUSCHWITZ ERMORDET 7.9.1943                          | 40, rue des Hallebardes             | Marguerite Günzburger, geborene Marx (1917–1943) |
|              | HIER WOHNTE LOUIS HALLEL GEB. 1895 FLUCHT MONTELIMAR VERHAFTET DEPORTIERT 27.3.1944 AUSCHWITZ ERMORDET 1944 GLEIWITZ                                                  | 12, rue du Général Gouraud          | Louis Hallel (1895–1944) |
|              | HIER WOHNTE EDWIN HEIMANN GEB. 1899 FLUCHT BRIVE VERHAFTET DEPORTIERT REVAL ERMORDET 20.5.1944                                                                        | 2, rue de la Petite Eglise          | Edwin Heimann (1899–1944) |
|              | HIER WOHNTE JEAN HELLER GEB. 1920 IM WIDERSTAND INTERNIERT IN MONTLUC FÜSILIERT 12.7.1944 TOUSSIEU LA PERRIERE                                                        | 30, rue Jean-Frédéric Oberlin       | Jean Heller (1920–1944) |
|              | HIER WOHNTE LUCIEN KAHN GEB. 1887 FLUCHT SAINT-AMAND VERHAFTET ERMORDET 24.7.1944 PUITS DE GUERRY SAVIGNY-EN-SEPTAINE                                                 | 1, rue Gustave Klotz                | Lucien Kahn (1887–1944) |
|              | HIER WOHNTE BELA KATZ GEB. 1897 INTERNIERT IN DRANCY DEPORTIERT 1943 SOBIBOR MAJDANEK ERMORDET 11.3.1943                                                              | 7, Ponts Couverts                   | Bela Katz (1897–1943) |
|              | HIER WOHNTE JACQUES KNECHT GEBOREN 1924 ZWANGSWEISE EINGEZOGEN WEHRMACHT DESERTEUR GEFANGEN GENOMMEN 5.7.1944 RESISTANCE DEPORTIERT ERSCHOSSEN 21.2.1945 INGOLSTADT   | 7, rue de l’Ill Straßburg-Robertsau | Jacques Knecht wurde am 11. November 1924 in Strassburg geboren. Nach der De-facto-Annexion des Elsass 1940 wurde er ein Malgré-nous, er musste zwangsweise für die Deutsche Wehrmacht kämpfen. Im Kaukasus wurde er durch einen Lungenschuss verletzt und er wurde danach als Dolmetscher und Übersetzer der Kommandantur in Tournon-sur-Rhône zugeteilt. Diese Position nutzte er um dem Widerstand zu helfen. Im April 1944 konnte er die Wehrmacht verlassen und Knecht schloss sich mit dem Dacknamen „Jackie“ dem Widerstand an. Am 5. Juli 1944 wurde er als Kommandant von 30 Deserteuren der deutschen Armee verwundet und gefangen genommen. Er wurde nach Deutschland überstellt und im November 1944 wurde er wegen Fahnenflucht und Spionage zum Tode verurteilt. Jacques Knecht wurde am 21. Februar 1945 in Ingolstadt durch Erschießung hingerichtet. Seine sterblichen Überreste wurden 1950 nach Straßburg überstellt. Im Jahr 1955 erhielt er die Anerkennung als Mort pour la France und als Déporté résistant. Des Weiteren wurden ihm postum am 2. Februar 1960 mit der Médaille de la Résistance ausgezeichnet und am 7. Februar 1960 wurden ihm die Militärmedaille und das Croix de guerre verliehen. Auch sein Bruder René Knecht war ein Malgré-nous, er wurde 1944 in Ungarn als vermisst gemeldet. Nach den Brüdern wurde im Dezember 2013 eine Straße in Straßburg benannt, die Rue Jacques und René Knecht. |
|              | HIER WOHNTE RENE KNECHT GEBOREN 1925 ZWANGSWEISE EINGEZOGEN GETÖTET 8.10.1944 PUSBOKLADANY                                                                            | 7, rue de l’Ill Straßburg-Robertsau | René Knecht wurde am 25. Oktober 1925 geboren. |
|              | | 59, rue du Général de Gaulle        | Hortense Leder |
|              | | 59, rue du Général de Gaulle        | Léon Leder |
|              | HIER WOHNTE MICHEL LEIBOVICI GEBOREN 1879 FLUCHT EXCIDEUIL FÜSILIERT 29.3.1944 CORGNAC-SUR-L'ISLE                                                                     | 9, rue du Jeu-de-Paume              | Michel Leibovici (1879–1944) |
|              | HIER WOHNTE MARCEL LION GEB. 1891 FLUCHT PERIGUEUX VERHAFTET DEPORTIERT ERMORDET 19.5.1944 BUCHENWALD                                                                 | 4, rue Jean-Frédéric Oberlin        | Marcel Lion (1891–1943) |
|              | HIER WOHNTE ABRAHAM LIPSCYZ GENANNT LIPSCHUTZ GEB. 1890 VERHAFTET 29.3.1944 PERIGUEUX INTERNIERT IN DRANCY DEPORTIERT 1944 AUSCHWITZ ERMORDET 18.4.1944               | 5, rue des Cordonniers              | Abraham Lipszyc (1890–1944) |
|              | HIER WOHNTE ARMAND LOEB GEB. 1925 INTERNIERT IN DRANCY DEPORTIERT 1944 AUSCHWITZ ERMORDET 29.4.1944                                                                   | 28, rue Schwilgué                   | Armand Loeb (1925–1944) |
|              | HIER WOHNTE JEAN-PAUL LOEB GEB. 1923 INTERNIERT IN DRANCY DEPORTIERT 1944 AUSCHWITZ ERMORDET 4.5.1944                                                                 | 28, rue Schwilgué                   | Jean-Paul Loeb (1923–1944) |
|              | HIER WOHNTE LOUIS LOEB GEB. 1885 INTERNIERT IN DRANCY DEPORTIERT 1944 AUSCHWITZ ERMORDET 4.5.1944                                                                     | 28, rue Schwilgué                   | Louis Loeb (1885–1944) |
|              | HIER WOHNTE SIMONE LOEB GEB. 1927 INTERNIERT IN DRANCY DEPORTIERT 1944 MEDIZINISCHE EXPERIMENTE AUSCHWITZ ERMORDET 13.10.1944                                         | 28, rue Schwilgué                   | Simone Loeb (1927–1944) |
|              | HIER WOHNTE YVONNE LOEB GEB. BLOCH GEB. 1925 INTERNIERT IN DRANCY DEPORTIERT 1944 AUSCHWITZ ERMORDET 1.5.1944                                                         | 28, rue Schwilgué                   | Armand Loeb, geborene Bloch (1890–1944) |
|              | HIER WOHNTE BENJAMIN MAKOWSKI GEB. 1900 INTERNIERT IN DRANCY DEPORTIERT 1942 AUSCHWITZ ERMORDET 29.4.1942                                                             | 11, rue de l’Argonne                | Benjamin Makowski (1900–1942) |
|              | HIER WOHNTE DENISE MAKOWSKI GEB. 1931 INTERNIERT IN DRANCY DEPORTIERT 1944 AUSCHWITZ ERMORDET 15.2.1944                                                               | 11, rue de l’Argonne                | Denise Makowski (1931–1944) |
|              | HIER WOHNTE ELIE MAKOWSKI GEB. 1930 INTERNIERT IN DRANCY DEPORTIERT 1944 AUSCHWITZ ERMORDET 15.2.1944                                                                 | 11, rue de l’Argonne                | Elie Makowski (1930–1944) |
|              | HIER WOHNTE GERSON MAKOWSKI GEB. 1912 INTERNIERT IN DRANCY DEPORTIERT 1943 SOBIBOR ERMORDET 6.3.1943                                                                  | 63, rue du Fossé des Tanneurs       | Gerson Makowski (1912–1943) |
|              | HIER WOHNTE GILBERT MAKOWSKI GEB. 1940 INTERNIERT IN DRANCY DEPORTIERT 1944 AUSCHWITZ ERMORDET 15.2.1944                                                              | 11, rue de l’Argonne                | Gilbert Makowski (1940–1944) |
|              | HIER WOHNTE JACQUES MAKOWSKI GEBOREN 1906 FLUCHT EXCIDEUIL FÜSILIERT 29.3.1944 CLERMONT-D'EXCIDEUIL                                                                   | 43, Grand’Rue                       | Jacques-Jacob Makowski (1906–1944) |
|              | HIER WOHNTE SELMA MAKOWSKI GEB. SAMUEL, 1899 INTERNIERT IN DRANCY DEPORTIERT 1944 AUSCHWITZ ERMORDET 15.2.1944                                                        | 11, rue de l’Argonne                | Selma Makowski (1899–1944) |
|              | HIER WOHNTE CHARLES MANGEL GEB. 1900 INTERNIERT IN DRANCY DEPORTIERT 1943 AUSCHWITZ ERMORDET 17.9.1943                                                                | 8, rue Sainte Madeleine             | Charles Mangel (1900–1943) |
|              | HIER WOHNTE JOSEF MARTUS GEBOREN 1909 VERHAFTET 31.3.1942 VERURTEILT § 175 HINGERICHTET 10.8.1942 STUTTGART                                                           | 19, rue des Grandes Arcades         | Josef Martus (1909–1942) |
|              | HIER WOHNTE ALBERT MARX GEB. 1902 INTERNIERT IN DRANCY DEPORTIERT 1944 AUSCHWITZ ERMORDET 31.7.1944                                                                   | 19, boulevard Clémenceau            | Albert Marx (1902–1944) |
|              | HIER WOHNTE FLORENTINE MARX GEB. LOEB, 1876 INTERNIERT IN DRANCY DEPORTIERT 1944 AUSCHWITZ ERMORDET 5.8.1944                                                          | 19, boulevard Clémenceau            | Florentine Marx, geborene Loeb (1876–1944) |
|              | HIER WOHNTE LILIANE MAY GEBOREN 1928 INTERNIERT ECROUVES, DRANCY DEPORTIERT 1944 AUSCHWITZ ERMORDET 1944                                                              | 17 rue de Molsheim                  | Liliane May (1928–1944) |
|              | HIER WOHNTE ANDREE MAY GEBOREN 1929 INTERNIERT ECROUVES, DRANCY DEPORTIERT 1944 AUSCHWITZ, RAVENSBRÜCK BEFREIT                                                        | 17, rue de Molsheim                 | Ruth-Andrée May (1929–) |
|              | HIER WOHNTE SIMON MAY GEBOREN 1891 INTERNIERT ECROUVES, DRANCY DEPORTIERT 1944 AUSCHWITZ ERMORDET 18.4.1944                                                           | 17, rue de Molsheim                 | Simon May (1891–1944) |
|              | HIER WOHNTE SOLANGE MAY GEBOREN 1934 INTERNIERT ECROUVES, DRANCY DEPORTIERT 1944 AUSCHWITZ ERMORDET 18.4.1944                                                         | 17, rue de Molsheim                 | Solange-Marcelle May} (1934–1944) |
|              | HIER WOHNTE SUZANNE MAY GEB. BLUM 1902 INTERNIERT ECROUVES, DRANCY DEPORTIERT 1944 AUSCHWITZ ERMORDET 18.4.1944                                                       | 17, rue de Molsheim                 | Suzanne May, geborene Blum (1902–1944) |
|              | HIER WOHNTE CHAIM METZGER GEB. 1913 INTERNIERT IN PERIGUEUX NEXON, GURS, DRANCY DEPORTIERT 1943 MAJDANEK ERMORDET                                                     | 8, rue des Meuniers                 | Chaïm Metzger (1913–1943/44) |
|              | HIER WOHNTE LEON RIEGER GEB. 1922 FLUCHT LIMOGES VERHAFTET 1943 DEPORTIERT MAJDANEK ERMORDET 11.3.1943                                                                | 10, Rue Saint-Gothard               | Léon Rieger (1922–1943) |
|              | HIER WOHNTE MAURICE MOSCHE SCHAENKEL GEB. 1894 VERHAFTET 11.2.1944 LIMOGES INTERNIERT IN DRANCY DEPORTIERT AUSCHWITZ ERMORDET 10.3.1944                               | 33, boulevard de Nancy              | Maurice Mosche Schaenkel (1894–1944) |
|              | HIER WOHNTE ALFRED SCHENKEL GEB. 1937 INTERNIERT IN DRANCY DEPORTIERT 1944 AUSCHWITZ ERMORDET 16.4.1944                                                               | 6, rue de Barr                      | Alfred Schenkel (1937–1944) |
|              | HIER WOHNTE CECILE SCHENKEL GEB. 1930 INTERNIERT IN DRANCY DEPORTIERT 1944 AUSCHWITZ ERMORDET 16.4.1944                                                               | 6, rue de Barr                      | Cécile Schenkel (1930–1944) |
|              | HIER WOHNTE ESTHER SCHENKEL GEB. ZILBERMANN GEB. 1898 INTERNIERT IN DRANCY DEPORTIERT 1944 AUSCHWITZ ERMORDET 16.4.1944                                               | 6, rue de Barr                      | Esther Schenkel, geborene Zilvermann (1898–1944) |
|              | HIER WOHNTE ISAAC SCHENKEL GEB. 1932 INTERNIERT IN DRANCY DEPORTIERT 1944 AUSCHWITZ ERMORDET 16.4.1944                                                                | 6, rue de Barr                      | Isaac Schenkel (1932–1944) |
|              | HIER WOHNTE JACQUES SCHENKEL GEB. 1934 INTERNIERT IN DRANCY DEPORTIERT 1944 AUSCHWITZ ERMORDET 16.4.1944                                                              | 6, rue de Barr                      | Jacques Schenkel (1934–1944) |
|              | HIER WOHNTE MAURICE SCHENKEL GEB. 1935 INTERNIERT IN DRANCY DEPORTIERT 1944 AUSCHWITZ ERMORDET 16.4.1944                                                              | 6, rue de Barr                      | Maurice Schenkel (1935–1944) |
|              | HIER WOHNTE NATHAN SCHENKEL GEBOREN 1896 FLUCHT LA BACHELLERIE FÜSILIERT 1.4.1944 FRIEDHOF AZERAT                                                                     | 6, rue de Barr                      | Nathan Schenkel (1896–1944) |
|              | HIER WOHNTE ALFRED THIMMESCH GEBOREN 1901 INTERNIERT MONTLUC, COMPIEGNE DEPORTIERT 1944 MAUTHAUSEN ERMORDET 8.7.1944                                                  | 11, rue de la Nuée Bleue            | Alfred Thimmesch (1901–1944) |
|              | HIER WOHNTE DINA TURNER GEBORENE EISNER, 1872 INTERNIERT IN DRANCY DEPORTIERT 1944 AUSCHWITZ ERMORDET 1944                                                            | 8, rue des Meuniers                 | Dina Turner, geborene Eisner (1872–1944) |
|              | HIER WOHNTE WOLF TURNER GEBOREN 1872 INTERNIERT IN DRANCY DEPORTIERT 1944 AUSCHWITZ ERMORDET 1944                                                                     | 8, rue des Meuniers                 | Wolf Turner (1872–1944) |
|              | HIER WOHNTE FRANCIS CLAUDE WEILL GEB. 1925 VERHAFTET 1943 INTERNIERT IN DRANCY DEPORTIERT 1943 SOBIBOR ERMORDET 30.4.1943                                             | 5, allée de la Robertsau            | Francis Claude Weill (1925–1943) |
|              | HIER WOHNTE HENRI WEILL GEB. 1876 VERHAFTET 1943 INTERNIERT IN DRANCY DEPORTIERT 1943 SOBIBOR ERMORDET 30.3.1943                                                      | 5, allée de la Robertsau            | Henri Weill (1876–1943) |
|              | HIER WOHNTE HORTENSE HENRIETTE WEILL GEB. MOSBACHER, 1891 VERHAFTET 1943 INTERNIERT IN DRANCY DEPORTIERT 1943 SOBIBOR ERMORDET 30.4.1943                              | 5, allée de la Robertsau            | Hortense Henriette Weill, geborene Mosbacher (1891–1943) |
|              | HIER WOHNTE IRMA WEILL GEB. SIMON 1899 INTERNIERT IN DRANCY DEPORTIERT 1944 AUSCHWITZ ERMORDET 25.5.1944                                                              | 16, rue Sellenick                   | Irma Weill, geborene Simon (1899–1944) |
|              | HIER WOHNTE JACQUES WEILL GEB. 1923 VERHAFTET 1943 INTERNIERT IN DRANCY DEPORTIERT 1943 SOBIBOR ERMORDET 30.4.1943                                                    | 5, allée de la Robertsau            | Jacques Weill (1923–1943) |
|              | HIER WOHNTE NICOLE WEILL GEB. 1927 VERHAFTET 1943 INTERNIERT IN DRANCY DEPORTIERT 1943 SOBIBOR ERMORDET 30.4.1943                                                     | 5, allée de la Robertsau            | Nicole Weill (1927–1943) |
|              | HIER WOHNTE PIERRE WEILL GEBOREN 1930 INTERNIERT IN DRANCY DEPORTIERT 1944 AUSCHWITZ ERMORDET 25.5.1944                                                               | 16, rue Sellenick                   | Pierre Weill (1930–1944) |
|              | HIER WOHNTE RAPHAEL WEILL GEBOREN 1886 INTERNIERT IN DRANCY DEPORTIERT 1944 AUSCHWITZ ERMORDET 25.5.1944                                                              | 16, rue Sellenick                   | Raphaël Weill (1886–1944) |
|              | HIER WOHNTE RAYMOND WINTER GEB. 1923 FÜSILIERT 14.6.1944 SOUBIZERGUES                                                                                                 | 1, rue Sellenick                    | Raymond Winter (1923–1944) |
|              | HIER WOHNTE MOSZECK ZOLTY GEB. 1894 VERHAFTET 1943 MANTES GASSICOURT INTERNIERT IN DRANCY DEPORTIERT 1943 AUSCHWITZ SACHSENHAUSEN ERMORDET 10.4.1945 MAUTHAUSEN-GUSEN | 7, rue du Maréchal Juin             | Moszeck Zolty (1894–1945) |
|              | HIER WOHNTE SARAH ZOLTY GEB. 1925 ALS KIND VERSTECKT GESTORBEN 28.10.1945 MANTES GASSICOURT                                                                           | 7, rue du Maréchal Juin             | Sarah Zolty (1925–1945) |

## Verlegedaten
- 1. Mai 2019: 19 boulevard de Clemenceau, 17 boulevard Tauler, 6 rue de Barr, 5 rue des Coordonniers, 28 rue Schwilgué, 5 rue Strauss Durkeim[36]
- 27. Januar 2020[37]
- 6. Dezember 2021: 33 avenue des Vosges, 12 rue du Général Gouraud, 14 Rue Herder, 10 Rue Saint-Gothard
- 9. Mai 2022: 11 rue de l’Argonne, 8 rue des Meuniers, 4 rue des Moulins, 7 rue des Ponts Couverts, 63 rue du Fossé des Tanneurs, 17 rue du Marais Kageneck, 8 rue Sainte Madeleine
- 16. Mai 2022: 5 allée de la Robertsau, 33 boulevard de Nancy, 2 place de Zurich, 40 rue des Hallebardes, 52 rue du Faubourg-National, 7 rue du Maréchal Juin, 4 rue Oberlin, 1 rue Sellenick, 15 rue Strauss Durkheim
- 18. Juli 2022: 26 avenue de la Marseillaise, 1 rue Gustave Klotz, 8 rue Marbach, 30 rue Oberlin
- 24. April 2023: 11 rue de la Nuée Bleue
- 25. April 2023: 43 Grand’Rue, 9 rue du Jeu-de-Paume, 11 rue Herder
- 4. Juni 2023: 17 rue de Molsheim, 16 rue Sellenick
- 5. Juni 2023: 59 rue du Général de Gaulle
- 29. Juni 2023: 36 rue Bautain
- 7. Juni 2024: 7 rue de l’Ill
- 16. Mai 2025: 19, rue des Grandes Arcades